# Mestre de Soriguerola

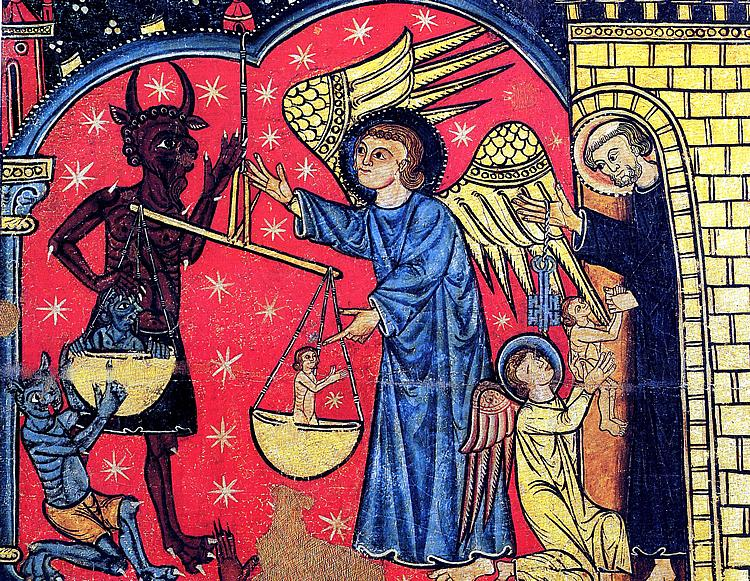
Detall del Frontal de Sant Miquel de Soriguerola, actualment al MNAC.

El nom de Mestre de Soriguerola (c. 1230 - ?) és una convenció historiogràfica que fa referència a un taller actiu durant el segle xiii a la zona de la Cerdanya, el Ripollès i el Conflent que probablement hauria tingut la seva seu a Puigcerdà. El seu treball és una peça clau alhora d’explicar com i en quin moment l'estètica gòtica començà a penetrar en els territoris que avui considerem catalans. Joan Ainaud de Lasarte fou qui donà nom i forma a aquest mestre. Tenint en compte les filiacions que ja havia marcat Ch. R Post, entre el retaule de Soriguerola i altres conjunts procedents de la Cerdanya i el Ripollès, J. Ainaud de Lasarte va definir un catàleg força ampli d’obres sobre taula atribuïdes a aquest mestre i als seus deixebles.
El nom prové del frontal de l'altar de Sant Miquel de Soriguerola, pintat sobre fusta, representant la psicòstasi amb Sant Miquel Arcàngel i el dimoni pesant les ànimes, que actualment es troba al Museu Nacional d'Art de Catalunya. A la part baixa d'aquesta taula es troba l'escena del Sant Sopar així com la lluita de Sant Miquel Arcàngel amb el drac.
Al Museu Episcopal de Vic també hi ha exposats uns altres laterals d'altar seus, realitzats amb tremp sobre fusta. Aquests provenen de la Vall de Ribes i mostren a Sant Pere i a Sant Pau.

## Obres
L'obra del Mestre de Soriguerola i del seu cercle mostra el pas del romànic al gòtic, passant de l'esquematisme del primer a l'expressionisme del segon. Utilitza la tècnica de pintura al tremp sobre fusta d’avet emprant pigments inorgànics com el cinabri, l'orpiment, el carbó natural i l'aerinita.

## Obres atribuïdes
Informació actualitzada per un bot. Els canvis manuals es perdran quan s'actualitzi!
| Imatge | Tipus   | Títol                                      | Col·leccióInventari                                       | Part de | Catàleg | Data creació            | Autor                 | InscripcióDimensions             | Material     | Gènere artístic | Moviment       | Dades a Wikidata              |
| ------ | ------- | ------------------------------------------ | --------------------------------------------------------- | ------- | ------- | ----------------------- | --------------------- | -------------------------------- | ------------ | --------------- | -------------- | ----------------------------- |
|        | pintura | taula de Sant Miquel                       | Museu Nacional d'Art de Catalunya (003901-000 )           |         |         | dècada del 1290         | Mestre de Soriguerola | 96,3 () × 234,5 () × 7,5 () cm · |              | art sacre       | pintura gòtica | Modifica les dades a Wikidata |
|        | pintura | Ànima suplicant entre sant Pere i sant Pau | Museu Nacional d'Art de Catalunya (035700-000 )           |         |         | A començament segle XIV | Mestre de Soriguerola | 103 () × 100,5 () × 7,3 () cm ·  |              | art sacre       |                | Modifica les dades a Wikidata |
|        | pintura | Sant Miquel pesant les ànimes              | Museu Nacional d'Art de Catalunya (035699-000 )           |         |         | A començament segle XIV | Mestre de Soriguerola | 103 () × 100 () × 7,5 () cm ·    |              | art sacre       |                | Modifica les dades a Wikidata |
|        | pintura | Frontal de sant Cristòfol                  | Museu Nacional d'Art de Catalunya (004370-000 )           |         |         | A començament segle XIV | Mestre de Soriguerola | 102,2 () × 158,3 () × 7 () cm ·  | tremp argent | art sacre       |                | Modifica les dades a Wikidata |
|        | pintura | Front d'altar de Sant Vicenç de la Llaguna |                                                           |         |         | A començament segle XIV | Mestre de Soriguerola | 98 () × 165 () × 7 () cm ·       | tremp taula  | art sacre       |                | Modifica les dades a Wikidata |
|        | pintura | Taula de Santa Eugènia                     | Museu d'Arts Decoratives collection Émile Peyre (PE 121 ) |         |         | segle XIII              | Mestre de Soriguerola | 96,3 () × 150 () cm ·            | tremp argent | art sacre       | pintura gòtica | Modifica les dades a Wikidata |
|        | pintura | Lateral d'altar amb sant Pere i sant Pau   | Museu Episcopal de Vic (MEV 9695 )                        |         |         | Al final segle XIII     | Mestre de Soriguerola | 101 () × 85 () × 6 () cm ·       | tremp taula  | art sacre       |                | Modifica les dades a Wikidata |
|        | pintura | Judici particular de l'ànima               | Museu Episcopal de Vic (MEV 9694 )                        |         |         | Al final segle XIII     | Mestre de Soriguerola | 100 () × 85 () × 5,5 () cm ·     | tremp taula  | art sacre       |                | Modifica les dades a Wikidata |

- Frontal de Sant Miquel de Soriguerola de l'església de Sant Miquel de Soriguerola,de l'antic municipi d'Urtx. Actualment al MNAC.[6]
- Frontal de Sant Cristòfol, possiblement originària de l'església parroquial de Sant Cristòfol de Toses, al Ripollès. Actualment al MNAC.[7]
- Taules laterals d'altar amb Sant Pere i Sant Pau i sant Miquel pesant les ànimes, actualment al Museu Episcopal de Vic.[8]
- Frontal de Sant Vicenç de la Llagona, al Capcir. Amb una Maiestas Domini al centre i escenes de la vida i sacrifici del sant a ambdues bandes.[9] Atribuïda per Ainaud de Lasarte al Mestre de Soriguerola.[10][11]
- Frontal de Santa Eugènia de Saga, actualment al Museu d'Arts Decoratives de París.[12]
- Pintura mural a l'absis de Sant Andreu d'Angostrina, a la Cerdanya.
- Pintura mural a la capella de Santa Magdalena i a l'església de Sant Vicenç de Rus
- Pintura mural a una cambra del Monestir de Ripoll